# Kanton Arcis-sur-Aube
Kanton Arcis-sur-Aube (fr. Canton d'Arcis-sur-Aube) je francouzský kanton v departementu Aube v regionu Grand Est. Tvoří ho 47 obcí. Před reformou kantonů 2014 ho tvořilo 22 obcí.

## Obce kantonu
od roku 2015:
| - Allibaudieres - Arcis-sur-Aube - Aubeterre - Avant-les-Ramerupt - Brillecourt - Champigny-sur-Aube - Charmont-sous-Barbuise - Chaudrey - Le Chene - Coclois - Dampierre - Dommartin-le-Coq - Dosnon - Feuges - Grandville - Herbisse | - Isle-Aubigny - Lhuître - Longsols - Luyeres - Mailly-le-Camp - Mesnil-la-Comtesse - Mesnil-Lettre - Montsuzain - Morembert - Nogent-sur-Aube - Nozay - Ormes - Ortillon - Poivres - Pouan-les-Vallées - Pougy | - Ramerupt - Saint-Étienne-sous-Barbuise - Saint-Nabord-sur-Aube - Saint-Remy-sous-Barbuise - Semoine - Torcy-le-Grand - Torcy-le-Petit - Trouans - Vaucogne - Vaupoisson - Verricourt - Villette-sur-Aube - Villiers-Herbisse - Vinets - Voué |

před rokem 2015:
| - Allibaudières - Arcis-sur-Aube - Aubeterre - Champigny-sur-Aube - Charmont-sous-Barbuise - Le Chêne - Feuges - Herbisse - Mailly-le-Camp - Montsuzain - Nozay | - Ormes - Poivres - Pouan-les-Vallées - Saint-Étienne-sous-Barbuise - Saint-Remy-sous-Barbuise - Semoine - Torcy-le-Grand - Torcy-le-Petit - Villette-sur-Aube - Villiers-Herbisse - Voué |